# Morris Eighteen
La Eighteen è un'autovettura di dimensioni medio-alte prodotta dalla Morris dal 1936 al 1937. Il modello ha sostituito la Sixteen.

## Caratteristiche
La Eighteen disponeva di un motore a sei cilindri in linea e valvole in testa da 2.288 cm³ di cilindrata. Questo propulsore possedeva, rispetto a quello del modello antenato, un alesaggio maggiore.
La Eighteen era disponibile con un solo tipo di carrozzeria, berlina quattro porte. Il modello raggiungeva la velocità massima di 107 km/h.
La Eighteen venne sostituita nel 1948 dalla Six serie MS.